# Hain-Rispengras
Das Hain-Rispengras (Poa nemoralis) ist eine Pflanzenart aus der Gattung der Rispengräser (Poa), die zur Familie der Süßgräser (Poaceae) gehört. Es ist in Europa und im nördlichen Asien weit verbreitet, in Nordamerika gibt es eingebürgerte Vorkommen sowie das nah verwandte, von manchen Autoren als Unterart des Hain-Rispengrases geführte Poa interior. Wegen seiner charakteristisch waagrecht oder aufrecht abstehenden Blätter, ähnlich einem ausgestreckten Arm, wird es auch „Wegweisergras“ genannt.

## Beschreibung

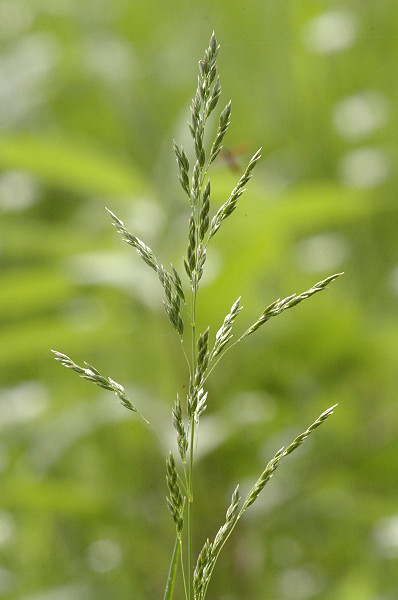
Blütenstand

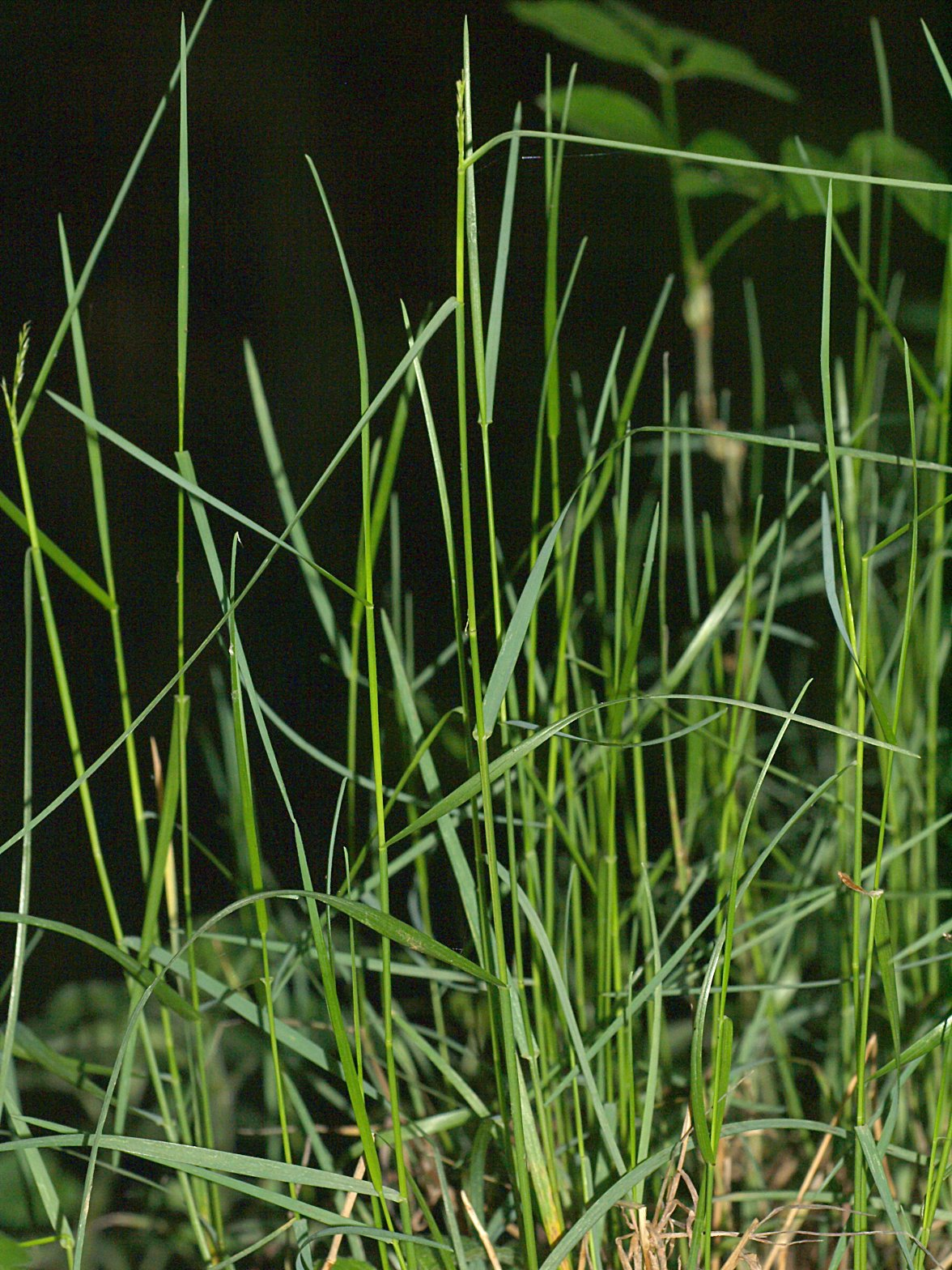
Habitus

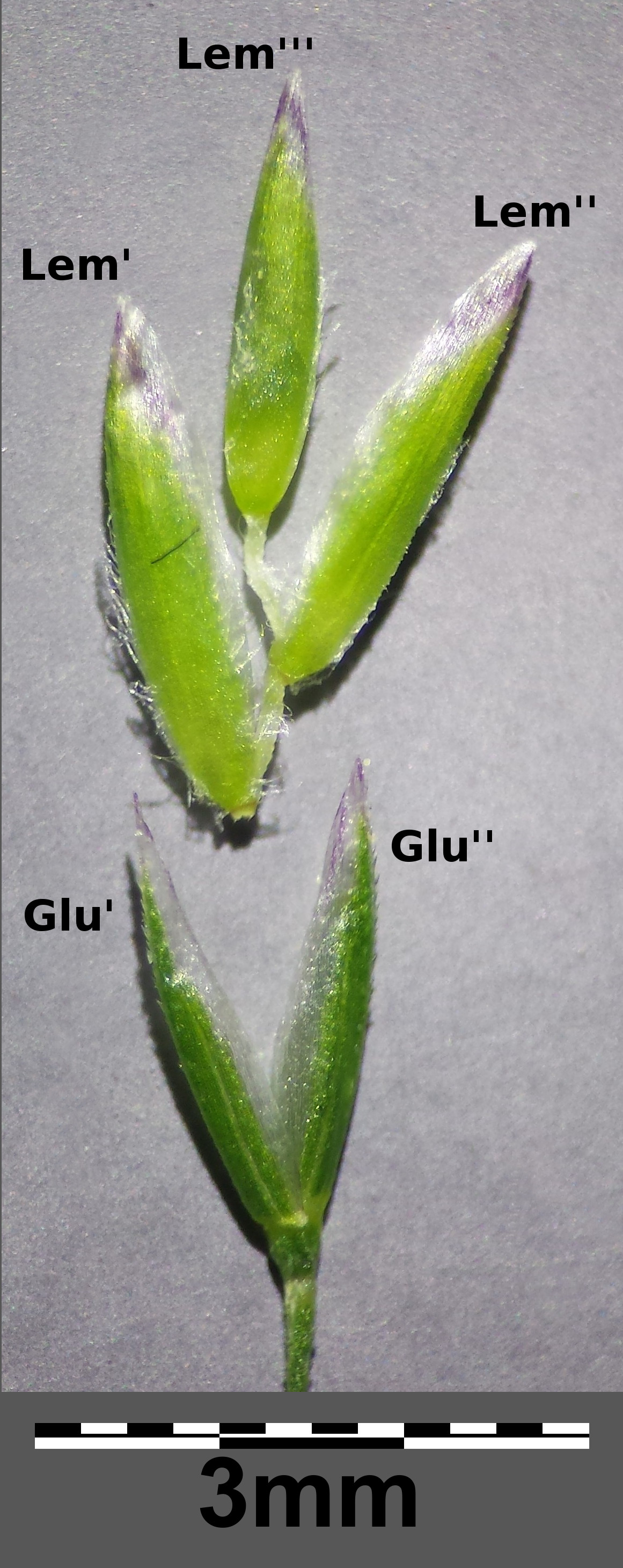
Ährchen; Gluma = Hüllspelze, Lemma = Deckspelze

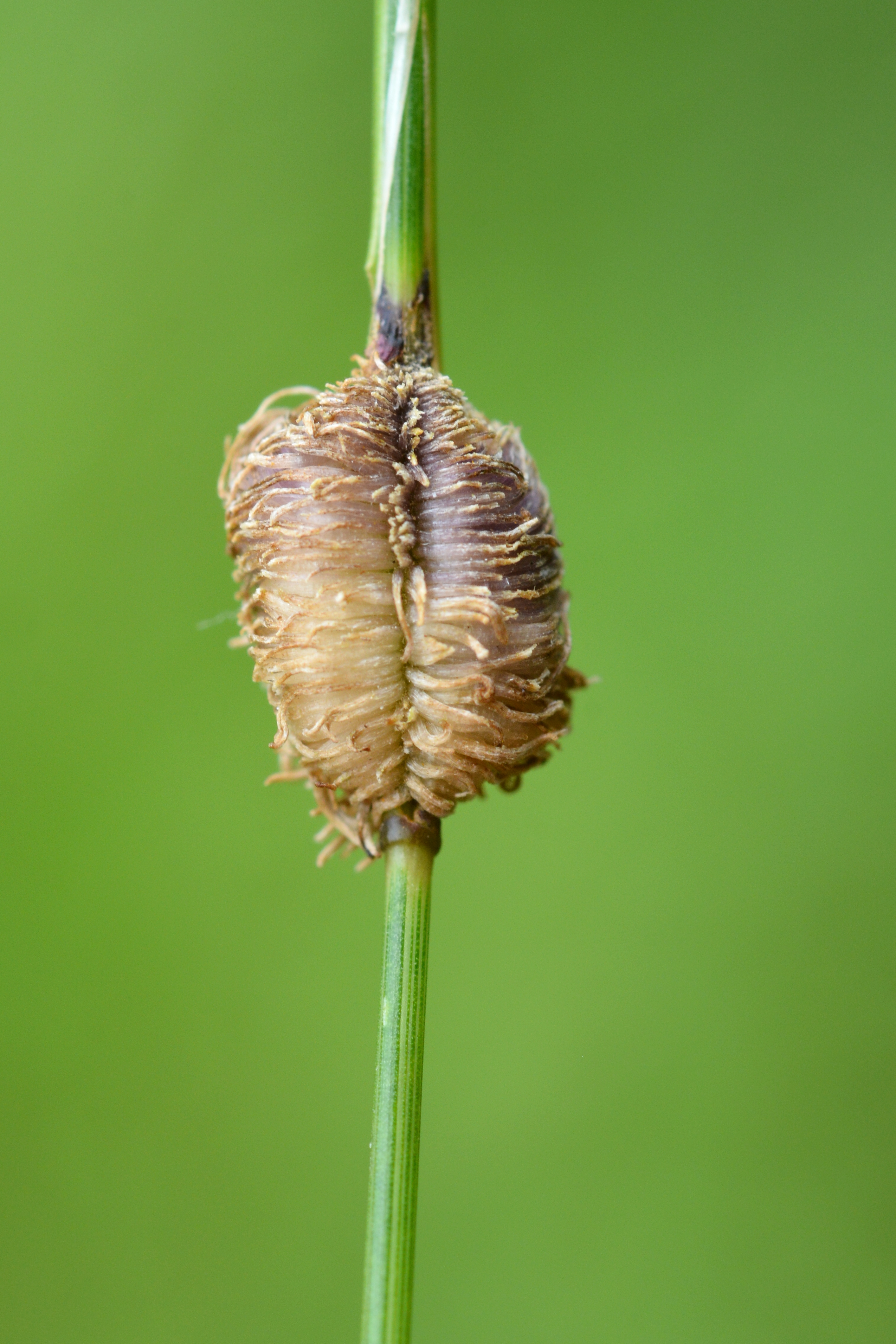
Gallbildung am Hain-Rispengras durch die Diptere Mayetiola graminis

### Vegetative Merkmale
Das Hain-Rispengras ist eine ausdauernde krautige Pflanze, die horstartig wächst und Wuchshöhen von 20 bis 50, nach anderen Angaben bis 80 Zentimeter oder 100 Zentimeter erreicht. Das Wurzelsystem ist flach. Die Blattspreite ist 6 bis 15 Zentimeter lang und 1,5 bis 3 Millimeter breit, neben der mittleren Blattrippe ist je eine längs verlaufende Rinne sichtbar. Die Blattspitze ist nur selten kapuzenförmig zusammengezogen. Der Blattgrund besitzt keine Wimpern, das Blatthäutchen (Ligula) ist weiß, es ist kurz, beim obersten Halmblatt 0,3 bis 0,8 Millimeter lang und endet gestutzt. Auffällig ist die fast waagerechte aufrecht abstehende Blattspreite des obersten Blattes, sie ist gleich lang wie dessen Blattscheide.

### Generative Merkmale
Der wenigblütige, rispige Blütenstand ist 4 bis 16 Zentimeter lang und an seiner Spitze etwas übergeneigt. Die Seitenäste gehen zu (2-) 3 bis 5 von der dünnen Hauptachse ab; sie sind sehr dünn und oft geschlängelt. Die einzelnen Ährchen sind 4 bis 5 Millimeter lang und enthalten nur eine, meist aber 2 bis 5 zwittrige Blüten. Die Hüllspelzen sind dreinervig und 2 bis 3,5 Millimeter lang, wobei die untere deutlich kürzer und schmaler ist als die obere. Die Deckspelzen sind behaart und grün; sie sind fünfnervig und 2,6 bis 3,8 Millimeter lang. Deckspelzen und Hüllspelzen sind deutlich gekielt. Grannen sind nicht vorhanden. Die Vorspelzen sind zweinervig, 2,4 bis 3,4 Millimeter lang und auf den Kielen mit sehr kurzen, spitzen Borstenhaaren besetzt. Die Staubbeutel sind 1,2 bis 2 Millimeter lang. Die Blütezeit wird für Mitteleuropa mit Juni bis Juli angegeben, die Flora of China nennt Mai bis Juni, in Schweden reicht die Blütezeit von Juli bis September.
Die Chromosomenzahl beträgt 2n = 28 oder 42, auch 14, 35, 56, 70.

## Ökologie
Durch Befall mit dem Pilz Epichloe typhina können beim Hain-Rispengras, zuweilen auch bei anderen Arten, weiße, später muffartige Hüllen um den Stängel entstehen. 
Die Halme von Poa nemoralis werden auch durch die Diptere Mayetiola poae befallen. In den umgebildeten Halmen tritt Endo-Polyploidie auf. Der Endopolyploidiegrad nimmt von außen nach innen zu und erreicht bei den Kernen im zentralen Gewebe vermutlich den 4096-fachen Wert. Die fädigen Auswüchse der Galle sind gebaut wie Beiwurzeln mit Zentralzylinder, sklerotisiertem Perizykel und einer Tertiär-Endodermis, aber eine Kutikula fehlt.

## Vorkommen
Das Verbreitungsgebiet des Hain-Rispengrases umfasst die subarktischen und gemäßigten Zonen der Nordhalbkugel sowie das nordwestliche Afrika. In Europa kommt es in fast allen Ländern vor und fehlt nur in Lettland. 
In den Alpen steigt das Hain-Rispengras meist bis auf 2000 Meter Höhe auf, in China kommt es in Höhenlagen zwischen 1000 und 4200 Meter vor. In den Allgäuer Alpen steigt es in Bayern auf Graten der Höfats bis zu 2200 Metern Meereshöhe auf. In Graubünden erreicht es am Piz Laschadurella 3000 Meter.
Das Hain-Rispengras ist generell in Laubwäldern, besonders an lichten Stellen, am Waldrand oder an Hecken zu finden. Es bevorzugt frische Böden, die nährstoffreich, humos und nur mäßig sauer sind. Es ist eine Charakterart der Klasse Querco-Fagetea.
Die ökologischen Zeigerwerte nach Landolt et al. 2010 sind in der Schweiz: Feuchtezahl F = 2+ (frisch), Lichtzahl L = 3 (halbschattig), Reaktionszahl R = 3 (schwach sauer bis neutral), Temperaturzahl T = 3 (montan), Nährstoffzahl N = 3 (mäßig nährstoffarm bis mäßig nährstoffreich), Kontinentalitätszahl K = 3 (subozeanisch bis subkontinental).

## Taxonomie, Systematik und Chromosomenzahlen
Das Hain-Rispengras wurde 1753 von Carl von Linné im ersten Band von Species Plantarum auf Seite 69 als Poa nemoralis erstveröffentlicht. Das Art-Epitheton nemoralis ist im Lateinischen das Adjektiv von nemus, „Hain, Wald“.
Verschiedene Sippen des Hain-Rispengrases lassen sich durch die Chromosomenzahlen unterscheiden. Häufig kommen 2n = 28 und 42 vor, auch 2n = 14, 35, 56 und 70 wurden gezählt. Das Hain-Rispengras bildet mit verwandten Arten variable und schwer unterscheidbare Hybride, die sich durch Agamospermie vermehren können, so etwa mit dem Sumpf-Rispengras (Poa palustris), dem Blaugrünen Rispengras (Poa glauca), mit Poa nemoraliformis und Poa versicolor.
Man kann folgende Unterarten unterscheiden:
- Poa nemoralis subsp. alexeenkoi Tzvelev: Sie kommt in Georgien vor.[11]
- Poa nemoralis subsp. carpatica V. Jirásek: Sie kommt in Polen, in der Slowakei und in der Ukraine vor.[11]
- Poa nemoralis subsp. hypanica (Prokudin) Tzvelev: Sie kommt in der Ukraine vor.[11]
- Poa nemoralis subsp. lapponica (Prokudin) Tzvelev: Sie kommt in Europa in Norwegen, Schweden, Finnland und Russland vor.[11]
- Poa nemoralis L. subsp. nemoralis.

## Nutzung
Es wird gelegentlich als Bestandteil von Schattenrasenmischungen verwendet.